# Ducato di Paliano
Il ducato di Paliano (dal 1569, principato) è stato un feudo sorto nel Lazio nel XVI secolo sotto la sovranità dello Stato della Chiesa.

## Storia
Il ducato venne costituito il 2 giugno 1556 da papa Paolo IV in favore di suo nipote Giovanni Carafa, accorpando i territori di 36 feudi confiscati ai Colonna nelle regioni di Campagna e Marittima. Giovanni Carafa uccise nel 1559 la moglie Violante d'Alife e il di lei presunto amante Marcello Capece: la drammatica vicenda fu raccontata da Stendhal ne La duchessa di Paliano.
Al termine del pontificato di Paolo IV, nel 1559, i Colonna rientrarono in possesso dei loro beni, riottenendo i territori del ducato di Paliano, anche per effetto delle clausole segrete del Trattato di Cave.
Nel 1569 Pio IV elevò il titolo ducale a quello principesco, che la famiglia mantenne fino al 1816, quando in seguito al motu proprio di Pio VII che gravava i feudatari di pesanti oneri fiscali, anche i Colonna abbandonarono la maggior parte dei feudi del principato di Paliano.
Tra il 1620 e il 1630 il principe Filippo I Colonna (1578-1639) fece erigere, a Paliano, vicino alla collegiata di Sant'Andrea un grandioso palazzo in tufo vulcanico, successivamente rimaneggiato dai collaboratori dell'architetto Antonio Del Grande. Ricco di opere d'arte, l'edificio era collegato con la chiesa attraverso una cappella e la cripta funebre, dove furono tumulati tutti i Colonna di Paliano, tra cui il famoso ammiraglio e capitano generale della flotta pontificia nella battaglia di Lepanto Marcantonio (1535-1584), fino a personaggi più recenti della casata.

## Dipendenze
Appartenevano ai Colonna diversi possedimenti nei seguenti territori: in Campagna e Marittima: Marino, Rocca di Papa, Nemi, Genzano, Lanuvio, Montefortino (oggi Artena), Ardea, Nettuno, Paliano, Genazzano, Cave, Rocca di Cave, Anticoli, Trivigliano, Collepardo, Sgurgola, Ripi, Castro dei Volsci, Fiuggi (già Anticoli di Campagna), Ceccano; nel Patrimonio di San Pietro: Soriano nel Cimino e Gallese.

## Feudatari di Paliano (1519-1816)[7]
| Ritratto | Titolo        | Nome                       | Periodo                | Consorte                                                     |
|          | Signore       | Marcantonio I Colonna      | 1478 - 1519            | Lucrezia Gara Della Rovere                                   |
|          | Duca          | Fabrizio I Colonna         | 1519-1520              | Agnese di Montefeltro                                        |
|          | Duca          | Ascanio I Colonna          | 1520-1556              | Giovanna d'Aragona                                           |
|          | Duca          | Giovanni Carafa            | 1556-1559              | Violante Diaz-Garlon                                         |
|          | Principe Duca | Marcantonio II Colonna     | 1559-1569 -1584        | Felice Orsini                                                |
|          | Principe Duca | Marcantonio III Colonna    | 1584-1595              | Felice Orsina Peretti-Damasceni                              |
|          | Principe Duca | Marcantonio IV Colonna     | 1595-1611              | succedette appena nato e morì giovanissimo                   |
|          | Principe Duca | Filippo I Colonna          | 1611-1639              | Lucrezia Tomacelli-Cybo                                      |
|          | Principe Duca | Girolamo Colonna           | 1639-1641              | cardinale                                                    |
|          | Principe Duca | Marcantonio V Colonna      | 1641-1659              | Isabella Gioeni                                              |
|          | Principe Duca | Lorenzo Onofrio Colonna    | 1659-1689              | Maria Mancini                                                |
|          | Principe Duca | Filippo II Colonna         | 1689-1714              | Lorenza de La Cerda de Aragón y Cardona, Olimpia Pamphilj    |
|          | Duca Principe | Fabrizio II Colonna        | 1714-1755              | Zeffirina Salviati                                           |
|          | Principe Duca | Lorenzo Onofrio II Colonna | 1755-1779              | Maria Marina d'Este                                          |
|          | Principe Duca | Filippo III Colonna        | 1779-15 settembre 1816 | Caterina di Savoia-Carignano; ultimo Principe e Duca sovrano |